# Амацирги
Амацирги — берберский народ, проживающий в северо-западной части Марокко. Расселены в нагорье Эр-Риф, северной части Атласа и в провинции Телла.

## История
Амацирги были прославлены своими морскими разбоями и были прозваны рифскими пиратами. В средние века занимались разбоями испанских поселений. Племя почти независимо от марокканских султанов и управляется частью своими собственными князьями и родоначальниками, частью же образует небольшие самостоятельные общины на республиканских началах.

## Религия
На сегодняшний день Амацирги мусульмане (сунниты), но некоторые племена сохраняют доисламские верования.